# 中清路
中清路為臺灣臺中市的重要道路之一，一至四段呈南北向、四段至九段轉東西向，往東南過五權路口接連北區公園路，往西北過臨港路接港區的中橫十五路。
中清路一至三段為省道台1乙線；四至九段為省道台10線。中清路為臺中市政府規劃臺中機場捷運的計劃路線（敦化路－育德路，及大雅區、沙鹿區路段），亦為台中市最早裝設共桿式交通標誌的道路之一。

## 大事紀
- 2013年6月7日，台10乙線之中清路段改名為「中航路」，分成三段；8月14日門牌整編完成。[1][2][3]
- 2013年6月25日，中清路大雅市區路段已更名為「中清東路」，9月5日門牌整編完成[4][5]。
- 2013年10月8日，臺中市政府核定大雅路、中清南路、明德路、中橫十五路以及三民路部份路段（清水區全段與沙鹿區部份路段）整併路名為中清路，12月15日門牌整編生效，未來中清路分為九段[6][7][8]。
- 2013年10月9日，大雅區中清路整編為中清路三~五段，門牌整編資料公告在大雅區戶政事務所網站[9]。
- 2013年11月28日，北區大雅路整編為中清路一段，門牌整編資料公告在北區戶政事務所網站[10]。
- 2013年11月30日，北屯區中清路整編為中清路二段，門牌整編資料公告在北屯區戶政事務所網站[11]。
- 2013年12月15日，新門牌與路名正式生效。
- 2013年12月18日，西屯區、沙鹿區、清水區之門牌整編資料，公告在各戶政事務所網站[12][13][14]。

## 行經行政區域
- 北區
- 北屯區
- 西屯區
- 大雅區
- 沙鹿區
- 清水區

## 車道配置
- 五權路－中航路：雙向四車道及中央綠化安全島（大雅區、沙鹿區路段設有機車道）
- 中航路－北一路：雙向六車道及中央綠化安全島，並設有機車道。
- 高架橋：雙向四車道（設置中央安全島）

中清東路
- 雙向兩車道

## 分段
（由南到北）
- 一段：五權路－文心路（原大雅路）
- 二段：文心路－環中路
- 三段：環中路—民生路
- 四段：民生路—月祥路
- 五段：月祥路—東大路
- 六段：東大路—中航路

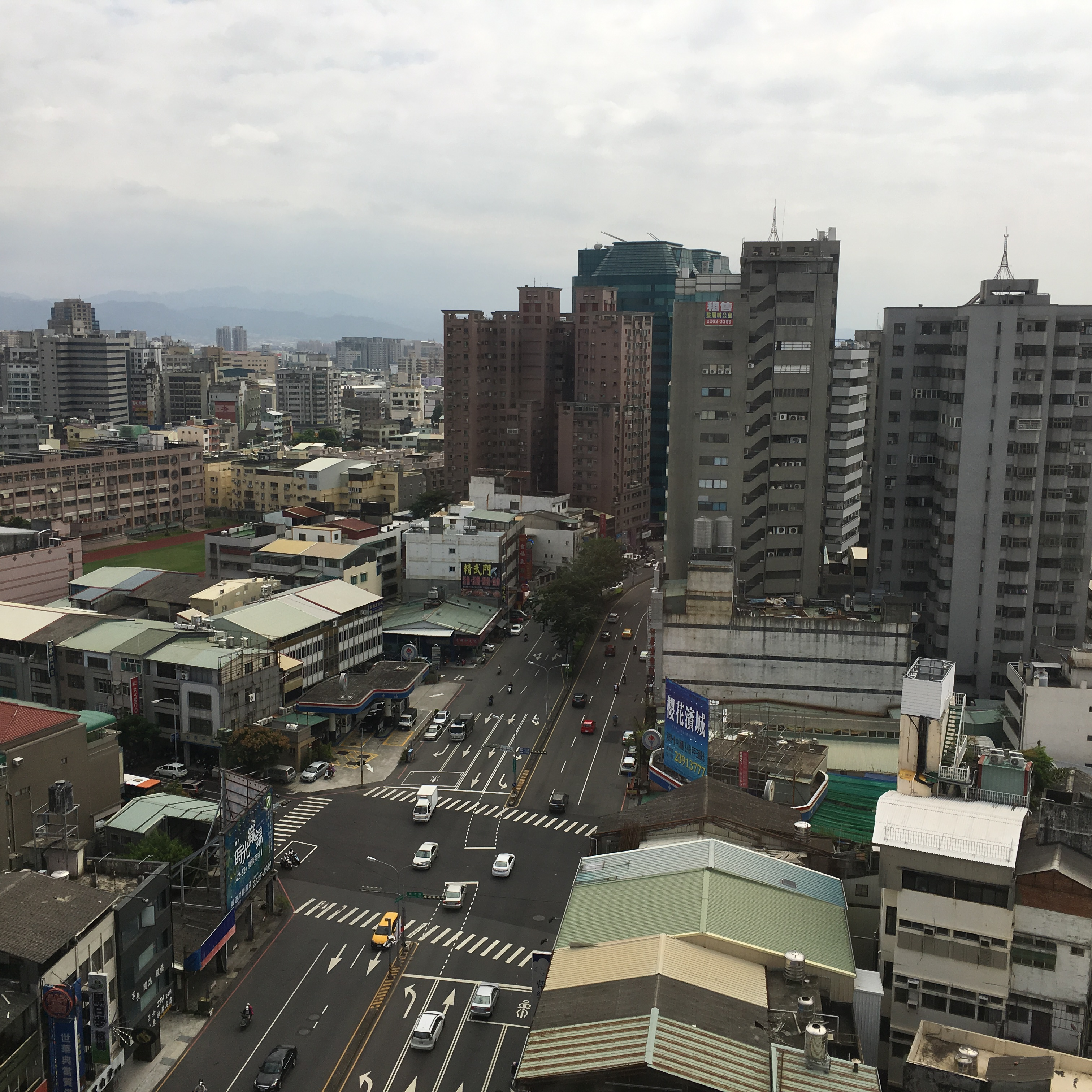
俯瞰中清路與英才路口

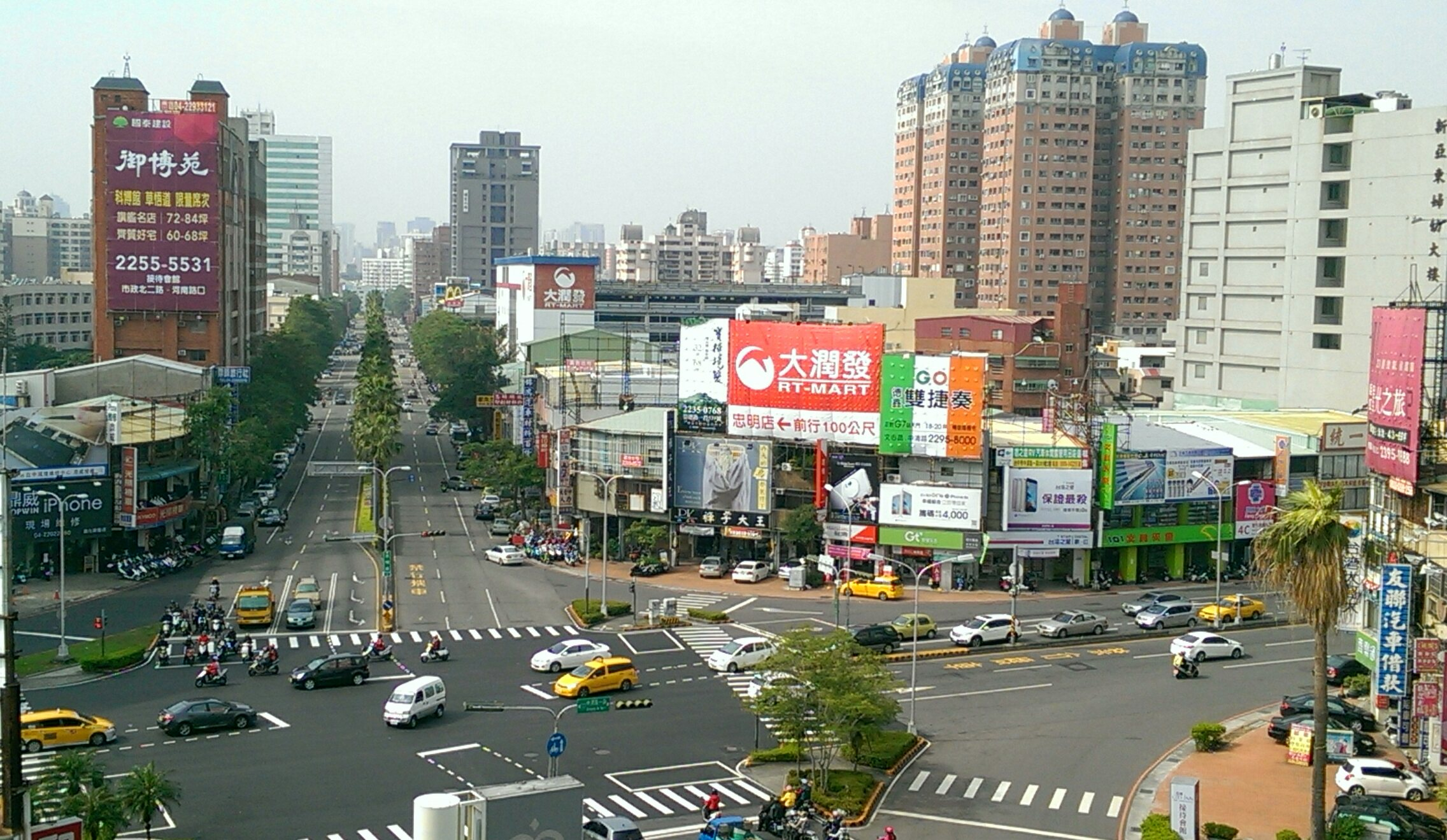
中清路（圖中橫向道路）與忠明路口

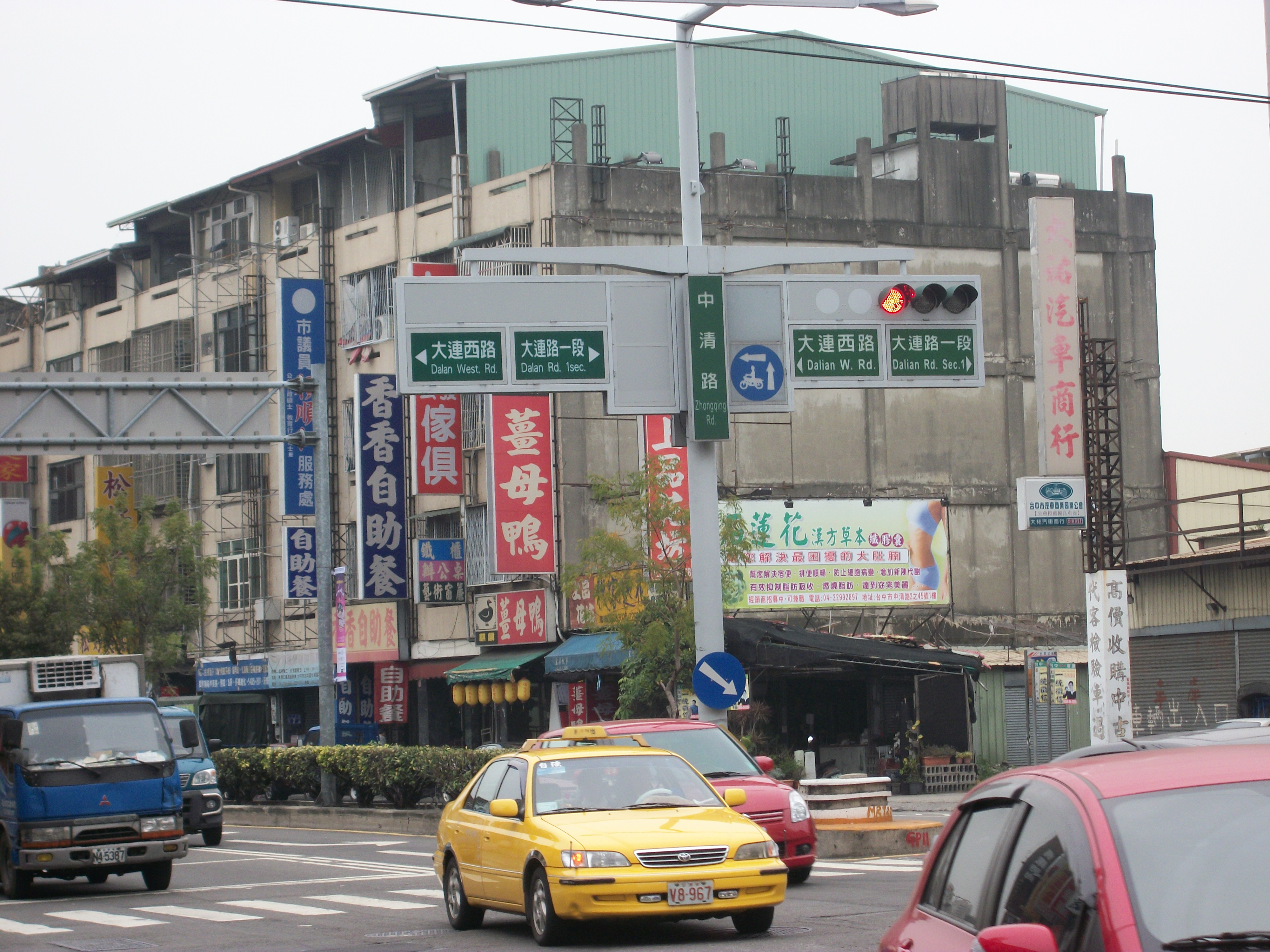
中清路與大連路口

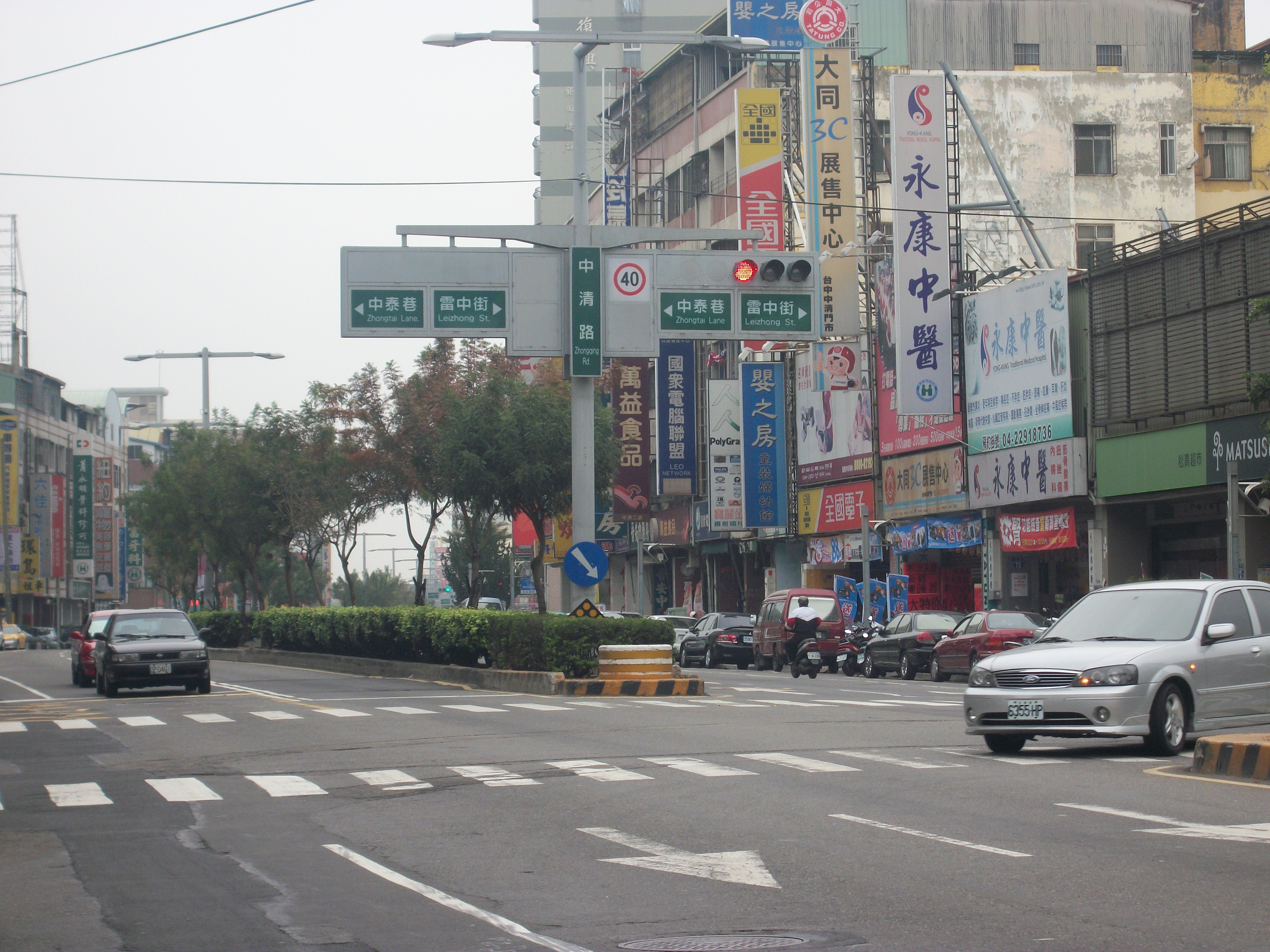
中清路與雷中街口，水湳一帶

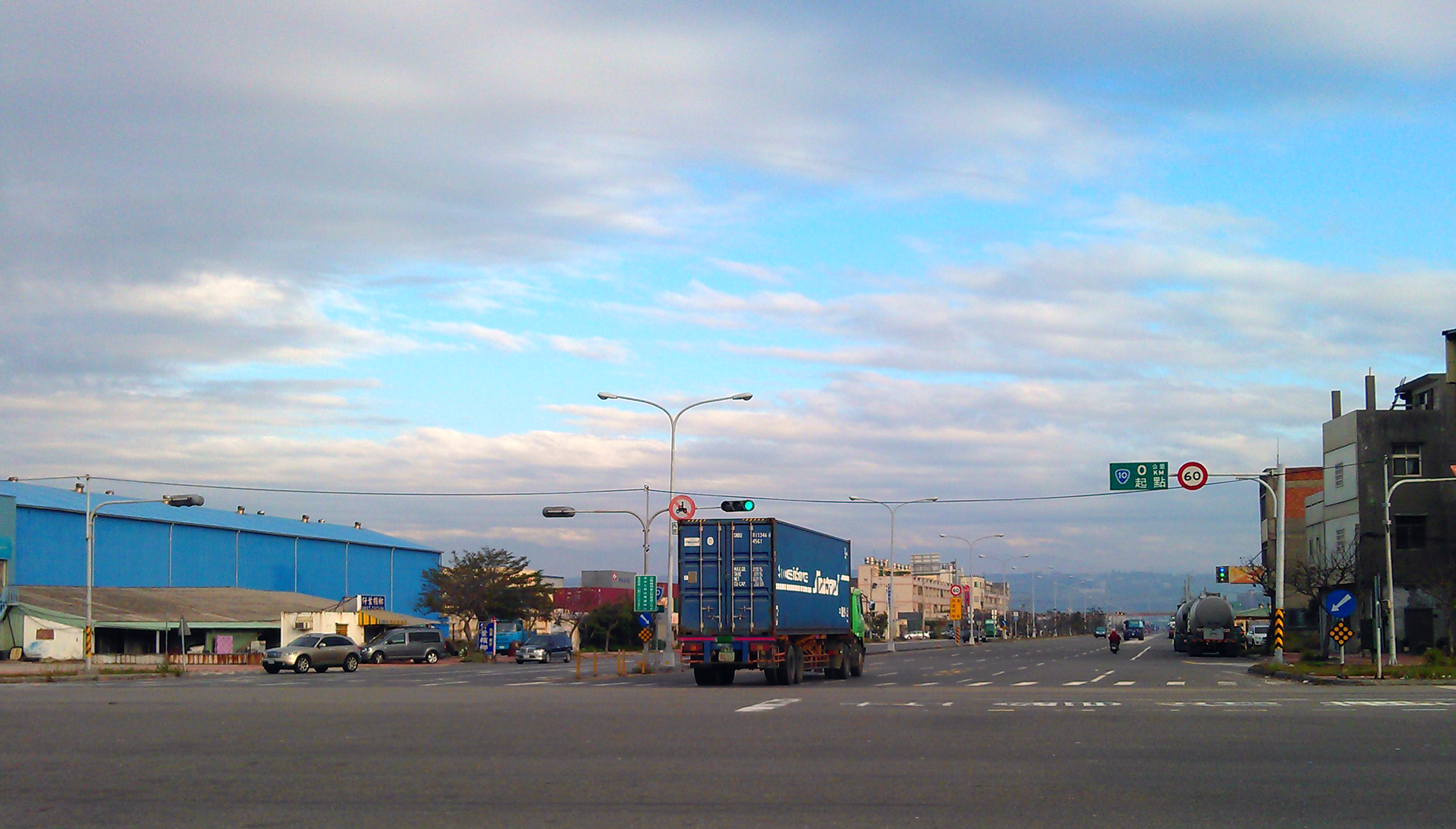
中清路起點（台10線起點）

- 七段：中航路—沙鹿區清水區界（全區段為沙鹿區西勢里，原明德路）
- 八段：沙鹿區清水區界（沙鹿區為鹿峰里鹿寮北溪與鹿寮南溪間區域，原星河路）－中華路（海線）
- 九段：中華路－北一路

## 本道路客運
- 公車資訊更新時間為2020年7月18日。

臺中市公車
| 編號  | 業者                       | 路線                                         | 行駛區間 | 備註                                                |
| ----- | -------------------------- | -------------------------------------------- | --- | --------------------------------------------------- |
| 6     | 台中客運                   | 干城站－忠義里（中科實中）                   | 五權路－月祥路 |                                                     |
| 8     | 台中客運                   | 臺中刑務所演武場－逢甲大學                   | 后庄北路－黎明路三段 |                                                     |
| 14副  | 台中客運                   | 干城站－神岡區公所                           | 雅潭路四段－雅環路三段 |                                                     |
| 23    | 統聯客運                   | 中清同榮路口－市立大里高中                   | 同榮路－文心路 |                                                     |
| 29    | 台中客運                   | 臺中監獄－仁友東站－臺中監獄                 | 五權路－文心路 | 為單循環路線                                        |
| 32    | 中鹿客運                   | 大鵬新城－旱溪東東英五街口                   | 大鵬路－健行路 |                                                     |
| 33    | 台中客運                   | 僑光科技大學－高鐵臺中站                     | 文心路－進化北路 |                                                     |
| 51    | 豐原客運                   | 莒光新城－圓山新村                           | 五權路－英才路 |                                                     |
| 54    | 台中客運                   | 下港尾－烏日停車場                           | 下港尾－文心路 |                                                     |
| 61    | 統聯客運                   | 太平－大雅                                   | 進化北路－雅環路三段 |                                                     |
| 63    | 豐原客運 統聯客運          | 豐原東站－逢甲大學－臺中榮總                 | 雅潭路－大雅區中山路 | 不經社口                                            |
| 69    | 台中客運                   | 龍潭里－臺中航空站                             | 月祥路（清泉路）－中航路 | 每天十班次行駛東大路二段                            |
| 70    | 台中客運                   | 嶺東科技大學－第一廣場－嶺東科技大學         | 五權路－健行路 | 單循環路線                                          |
| 77    | 統聯客運                   | 統聯轉運站－慈濟醫院                         | 健行路－英才路 |                                                     |
| 82    | 台中客運                   | 水湳－高鐵臺中站                             | 經貿七路－文心路 |                                                     |
| 95    | 中台灣客運                 | 六福公園－外埔老人文康中心                   | 中華路－中山路 |                                                     |
| 95副  | 中台灣客運                 | 六福公園－外埔老人文康中心－土城東路         | 中華路－中山路 |                                                     |
| 98    | 東南客運                   | 神岡新庄－普濟寺                               | 雅環路三段－科雅路 |                                                     |
| 101   | 台中客運                   | 水湳（敦化公園）－彰化                       | 敦化路－五權路 |                                                     |
| 108   | 台中客運                   | 港尾－南開科技大學校區                       | 港尾－五權路 | 經亞洲大學                                          |
| 123   | 中鹿客運                   | 臺中慈濟醫院－梧棲觀光漁港                   | 雅潭路四段－中航路 |                                                     |
| 128   | 台中客運                   | 大雅－清水                                   | 永興路－中航路－三民路 | 經梧棲                                              |
| 128區 | 台中客運                   | 大雅→梧棲                                    | 永興路－中航路－三民路 | 例假日及寒暑假停駛                                  |
| 131   | 台中客運                   | 北屯區行政大樓—朝陽科技大學                  | 英才路－五權路 | 經大里區塗城路、竹子坑                              |
| 154   | 台中客運                   | 臺中女中－大甲區公所                         | 五權路－大雅交流道 | 大甲新幹線公車                                      |
| 156   | 台中客運                   | 高鐵臺中站－臺中航空站                       | 台74線快速公路－中航路 | 大雅新幹線公車                                      |
| 157   | 台中客運                   | 文心森林公園－大甲區公所                     | 黎明路三段－大雅交流道 | 外埔新幹線公車 經外埔區公所                         |
| 162   | 中台灣客運                 | 靜宜大學希嘉學苑－嘉陽高中－靜宜大學希嘉學苑 | 中航路－三民路 |                                                     |
| 220   | 豐原客運                   | 豐原東站－臺中榮總                           | 民興街－中清東路－雅潭路－中清路－永和路                                                                                                   | 經社口                                              |
| 220繞 | 豐原客運                   | 豐原東站－臺中榮總                           | 民興街－中清東路－雅潭路－中清路－雅環路、 雅潭路－中清路－永和路（往臺中榮總） 永和路－中清路－雅環路；雅潭路－中清東路－民興街（往豐原） | 經社口、大華國中                                    |
| 528   | 巨業交通                   | 大鵬國小－豐原東站                           | 民興街－大雅區中山路 |                                                     |
| 529   | 中鹿客運                   | 豐原東站－朝馬                               | 民興街－大雅區中山路 | 例假日及寒暑假停駛                                  |
| 237   | 豐原客運                   | 豐原東站－大肚火車站                         | 和平路－中山路 |                                                     |
| 238   | 豐原客運                   | 豐原東站－臺中港郵局                         | 和平路－三民路 | 經沙鹿                                              |
| 239   | 豐原客運                   | 豐原東站－梧棲                               | 民興街－中航路 |                                                     |
| 302   | 中台灣客運                 | 臺中航空站－臺中公園                         | 中航路－三民路 | 行駛於公車專用道                                    |
| 309   | 台中客運 統聯客運 巨業交通 | 高美濕地－臺中火車站－高美濕地               | 港埠路四段－沙鹿區三民路 | 行駛於公車專用道 部分班次由靜宜大學往臺中火車站發車 |
| 500   | 台中客運                   | 公共資訊圖書館－台中國際機場                 | 五權路－中航路 |                                                     |
| 525   | 中鹿客運                   | 臺中刑務所演武場－社口                       | 五權路－民生路 |                                                     |
| 850   | 豐原客運                   | 臺中火車站－谷關                             | 五權路－大雅交流道 |                                                     |

國道客運
| 編號 | 業者              | 路線                         | 行駛區間          | 備註                         |
| ---- | ----------------- | ---------------------------- | ----------------- | ---------------------------- |
| 1620 | 統聯客運          | 臺北─臺中                    | 大雅交流道─五權路 | 行經臺北轉運站、重陽路、林口 |
| 1805 | 國光客運          | 基隆─臺中                    | 大雅交流道─五權路 |                              |
| 1826 | 國光客運          | 臺北─臺中                    | 大雅交流道─五權路 | 經臺北西站B棟                |
| 1851 | 國光客運          | 板橋─臺中                    | 大雅交流道─五權路 | 經龍潭                       |
| 1861 | 國光客運          | 桃園─臺中                    | 大雅交流道─五權路 | 經南崁                       |
| 1863 | 國光客運          | 中壢─臺中                    | 大雅交流道─五權路 |                              |
| 1866 | 國光客運          | 新竹─臺中                    | 大雅交流道─五權路 | 經光復路二段                 |
| 9010 | 台中客運 新竹客運 | 新竹－臺中（行經大雅交流道） | 大雅交流道─黎明路 |                              |

- 統聯客運及國光客運 臺中發車為忠明路─大雅交流道。

## 沿線設施
（由南到北）
五權路，公園路
（往南接公園路）

| 一段（北區） - 臺中市立臺中第二高級中等學校 - 全聯福利中心台中二中店 - 東興市場 - 聖保祿天主堂 - 慶禾財經大樓（救國團臺中市北區社教中心、光大社區大學、元大寶來證券、凱基證券） - 土地銀行北台中分行 英才路 育德園道 梅川 健行路 - 中華電信北台中服務中心 忠明路／進化北路 太原路一段、二段 - 太原園道 - 星巴克中清太原門市 - 合作金庫銀行衛道分行 - TVBS中部採訪中心 漢口路三段、四段 - 通豪大飯店 - 臺中市私立曉明女子高級中學 - 天津路服飾商圈 - 臺中市第二信用合作社水湳分社 - 麥當勞臺中新大雅店 - 北平路美食街 - 永豐銀行北台中分行 麻園頭溪 - 台中捷運綠線文心中清站 文心路三、四段 二段（北屯區／西屯區） 北屯區 - 合作金庫銀行中清分行 - 家樂福超市台中水湳店 - 新光銀行水湳分行 - 國泰世華銀行水湳分行 - 水湳市場 - 臺中市政府警察局第五分局水湳派出所 - 臺中市政府消防局第八大隊水湳分隊 - 國光客運水湳站 - 土地銀行中清分行 - 臺中市立大德國民中學 - 統聯客運水湳站 - 星展銀行中清分行 - 中科經貿自辦市地重劃區 敦化路一段 - 星巴克中清門市 - 中華郵政中清路郵局 - 麥當勞台中中清店 - 85度C中清經貿店 經貿二路／庄路 - 愛買水湳店 經貿七路 西屯區 - 臺中水湳經貿生態園區（都市計畫中，原水湳機場） 黎明路三段 港尾仔溪 - 台中果菜市場 台74線13 北屯一北屯一交流道／環中路一、二段 | 三段（西屯區／大雅區） 西屯區 - 台中港福宮 國道一號174 大雅大雅交流道 - 全營工業股份有限公司（大雅交流道附近地標建築） - 家樂福中清店 - 台灣村田股份有限公司 大雅區 - 新竹物流 - 台灣水泥股份有限公司台中水泥製品廠 - 臺中市立大華國民中學 學府路 - 耶穌基督後期聖徒教會大雅教堂 中山路／中清東路 - 台中銀行大雅分行 雅潭路四段 - 臺灣銀行大雅分行 - 彰化銀行大雅分行 - 麥當勞大雅中清南店 永和路（起點） - 大雅公園 - 築間大雅餐廳 - 寶雅大雅店 - 新光銀行大雅分行 - 京川鍋物大雅餐廳 - NET大雅店 - 星巴克大雅門市 - 肯德基台中大雅餐廳 中山北路／民生路一段（起點） 四段（大雅區） 下員林支線 雅環路三段 - 臺中市大雅區大明國民小學 - 大雅農會花市 臺灣高速鐵路 - 臺中市立大雅幼兒園 科雅路 - 臺中市大雅區六寶國民小學 - 臺灣自來水公司大雅營運所 潭雅神自行車道 - 空軍清泉崗基地正門 月祥路／和平路 五段（大雅區／沙鹿區） 大雅區 · 沙鹿區 - 清泉崗基地陸軍牌樓「親愛精誠」 - 台中客運沙鹿站 - 空軍清泉崗基地公明營門 東大路二段 六段（沙鹿區） - 清泉公園 - 臺中市政府消防局第四大隊清泉分隊 - 沙鹿區公館公園 - 臺中市政府警察局清水分局清泉派出所 - 沙鹿區農會信用部公館分部 - 公明保安宮 - 漢翔航空工業沙鹿廠 - 臺中市立公明國民中學 沙鹿區中山路／中航路一段 | 七段（沙鹿區） 國道三號176 沙鹿沙鹿交流道 三民路 八段（沙鹿區／清水區） （設有快車道高架橋段 開始） - 鹿峰公園 鹿寮南溪 - 臺中市立清水高級中等學校 中山路 光華路 - 臺中市清水區清水國民小學 台鐵縱貫線（海線） 鰲峰路 中華路 鹿寮大排水溝 （設有快車道高架橋段 結束） 九段（清水區） - 臺中市清水區建國國民小學 - 臺中市港區藝術中心 中央路 - 臺中市立清海國民中學 - 黑貓宅急便清水營業所 - 清水良聖宮 港埠路三、四段 台61線150 清水清水交流道（僅北出南入） 臨港路五段（起點） 中橫十五路 |

## 中清東路
雅潭路四段
- 第一銀行大雅分行
- 中華郵政大雅郵局
- 大雅區農會
- 臺中市政府警察局豐原分局大雅分駐所
- 大雅區衛生所
- 台新銀行大雅分行

民生路一段